# Капричоза
Капричоза (итал. capricciosa), јесте стил производње пице у италијанској кухињи. Припрема се с моцарелом, италијанском печеном шунком, печуркама (најчешће шампињони), артичокама и пелатом. Неке верзије могу садржати и остале врсте печурака, пршуту, маринирану срж артичоке, маслиново уље, маслине, листове босиљка и јаја. Неке варијанте се могу припремити и на танкој кори.
Иако има сличне састојке као пица „кватро стађони”, на капричози су састојци распоређени по целој пици, док је на „кватру стађонију” распоред истих састојака груписан у једно место, што одговара називу који се на српски преводи као „четири годишња доба”. Слично томе, када с капричозе уклонимо печурке, добијамо пицу „везувио”.
Име пице потиче од ресторана „Капричоза” у Риму, у којем је она и створена 1937.
Због широке прихватљивости састојака, модификована верзија капричозе (без артичока) јесте најчешћа пица која се производи у српским ресторанима брзе хране и пекарама.